# 快速反应部队
快速反应部队（英語：Quick Reaction Force）也简称快反部队，或称快速反應小組、快速應變小組等，沒有統稱，是指能夠於極短的時間下反應的武装力量，一般說法是15分以內執行應變行動。騎兵部隊常被作為快速反應組。
快速反應組通常只對防衛區周邊的突發事件作反應。或是對當地警方的求救發動支援。視情況，甚至是對遭到任何戰鬥波擊的任何人做出反應。
快速反應組的工作裡，其任務通常不艱難，主要為保安與偵察。最低限度一個排的現代化步兵在良好的訓練後可擔任快速反應組的工作。搭配適當載具賦予機動性可得到較佳效果。
在板門店周邊的非軍事區，駐韓美軍指揮的快速反應組擁有一個營的規模（約500人以上），以因應較大的威脅。另外如大韓民國陸軍的一騎兵旅，維持一支阿帕契直昇機中隊作為快速反應組。

## 例子
- 日本陸上自衛隊中央快速反應聯隊
- 香港警務處快速應變部隊